# Kim Thiềm

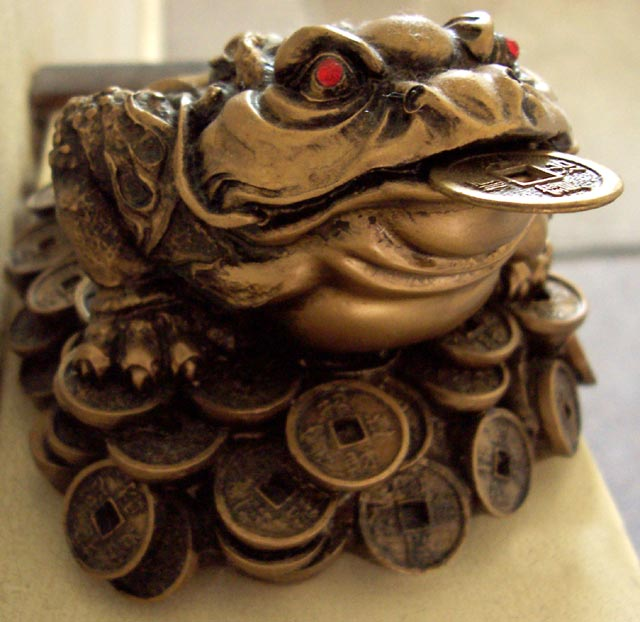
Tượng cóc vàng ba chân ngậm tiền

Kim Thiềm (tiếng Trung: 金蟾; bính âm: jīn chán; nghĩa đen 'Cóc vàng') hay còn gọi là Thiềm Thừ (tiếng Trung: 蟾蜍; bính âm: chánchú; nghĩa đen 'con Cóc') hay còn gọi là cóc vàng là một linh vật được ưa chuộng sử dụng để cầu tài lộc trong phong thủy của Trung Hoa và Việt Nam. Người Trung Quốc gọi đây là Cóc tài lộc hay Cóc ba chân, là một trong những vật phẩm phong thủy chiêu tài tốt nhất mang lại điềm lành về tài lộc cho gia chủ, là vật phẩm phong thủy đứng thứ hai, sau Tỳ hưu, được cho là mang lại điềm lành về tài lộc vì cóc được cho là biểu tượng linh thiêng trong phong thủy về tài lộc và yên lành.

## Tại Trung Quốc
Theo truyền thuyết của người Hoa, thì Thiềm Thừ vốn là yêu tinh, được Tiên ông Lưu Hải thu phục, theo tiên ông Lưu Hải tu hành nên không làm hại nhân gian như trước, mà ngược lại dùng phép thuật của mình đi khắp nhân gian để nhả tiền bạc giúp đỡ mọi người để thể hiện sự phục thiện, sự cải tà quy chánh với tiên ông Lưu Hải, Thiềm thừ được người Hoa trân trọng như là một trong những con vật linh thiêng trong phong thủy về tài lộc và yên lành.
Tạo hình của cóc vàng rất nhiều, thường là ngồi trên thỏi vàng, trên lưng của cóc vàng đeo xâu tiền vàng, thân thể béo tròn, toàn thân toát lên vẻ phú quý sung túc với ngụ ý "thổ bảo phát tài, tài nguyên quảng tiến" (nhả ra của quý làm cho chủ nhân phát tài, có cóc vàng trong nhà tiền bạc cứ lũ lượt theo vào), cho nên có câu: "Đắc kim thiềm giả tất phú quý" hay câu "thiềm cung triết quế", theo truyền thuyết trong Nguyệt Cung có con Cóc ba chân vì thế mà người ta gọi Nguyệt Cung là Thiềm Cung.

## Tại Việt Nam
Ngày nay cóc vàng không chỉ là linh vật trang trí mà còn có tác dụng tránh tà, chiêu tài. Theo kinh nghiệm trong phong thủy, Thiềm Thừ thông nhân tính nên khi khai quang tốt nhất chỉ nên có một mình gia chủ. Sau ngay khi khai quang, cóc ngậm tiền nhìn thấy ai đầu tiên thì sẽ mãi mãi phù hộ cho người đó. Khác với người Hoa, người Việt hay trưng bày Cóc vàng phong thủy trên trang thờ Thổ Địa, Thần Tài miệng ngậm đồng tiền cổ quay ra ngoài, tối cho quay đầu vào trong nhà, ban ngày quay đầu ra ngoài để đi kiếm tài lộc, tối quay đầu vào trong nhà để đem tài lộc vào nhà.